# Alumbre de cromo

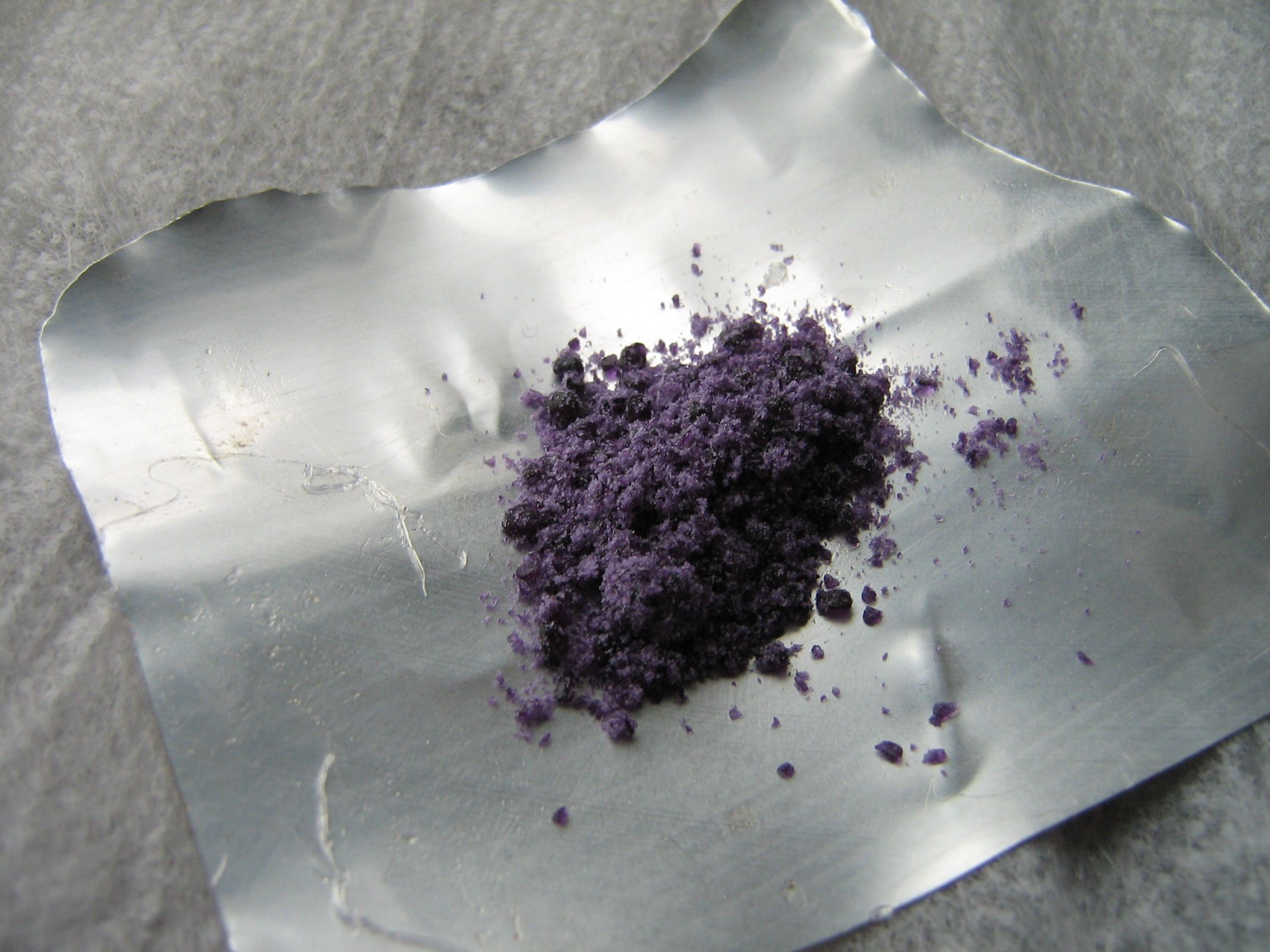
Alumbre de cromo

El alumbre de cromo, también conocido como sulfato de cromo potásico, es un compuesto químico. Su fórmula química es KCr(SO4)2. Contiene iones de cromo, potasio y sulfato. El cromo está en su estado de oxidación +3.

## Propiedades
Es un sólido de color púrpura oscuro. Normalmente se adhiere a moléculas de agua adicionales. Se disuelve en agua.

## Preparación
Se obtiene reduciendo el dicromato de potasio con dióxido de azufre.

## Usos
Se utilizó en la fabricación de cuero; ahora se utiliza sulfato de cromo (III).